# Aqours LOCKS!
『Aqours LOCKS!』（アクア・ロックス）は、2018年4月2日から2020年3月5日まで、TOKYO FMのラジオ番組『SCHOOL OF LOCK!』内で放送されていたコーナーである。
パーソナリティは、声優ユニットAqoursの逢田梨香子・高槻かなこが担当していた。

## 番組の概要
「スクールアイドルの講師」として、声優ユニットAqoursの逢田梨香子・高槻かなこが「何かのアイドルになるために頑張っている生徒を応援する授業」を行う。

### 沿革
2018年4月2日から当コーナーが開始された。
2019年5月6日分は特別番組『今日は一日“民放ラジオ番組”三昧 #このラジオがヤバい』の放送に伴いSCHOOL OF LOCK!が休校（放送休止）となったが、その代替として4月28日にニコニコ超会議の超MATCHブースにて「SCHOOL OF LOCK!声の課外授業」が実施された。
2020年2月3日の生放送授業にて、とーやま校長から『Aqours LOCKS!』を含めた22:20 - 22:30のコーナー枠が3月をもって終了することが発表され、2020年3月5日の放送をもって終了した（全95回）。
2020年3月22日の『SCHOOL OF LOCK! キズナ感謝祭 Supported by 親子のワイモバ学割』に、『Aqours LOCKS!』の限定復活版としてとーやま校長と出演した。

## コーナー紹介
ジャカジャンスタイル
掲示板に書き込まれた質問に対し、「前回のラブライブ！サンシャイン!!」のメロディーに合わせて答える。
スクールアイドル逆電
掲示板に書き込みをしたリスナーにメンバーが逆電を行い、リスナーが頑張っている内容を元にスクールアイドルに認定する。派生企画として、リスナーを支えてくれた友達のエピソードを紹介する『Thank you, FRIENDS!! 逆電』も行われた。
くちイントロクイズ
Aqours楽曲の早押しイントロクイズをアカペラで出題し、リスナーと対戦する。当初は通常のイントロクイズだったが、11月放送からこの形式となった。答えるときは早押しの代わりに「ジャカジャン」と掛け声をするのが特徴。
お悩みシミュレーション
2019年4月分からスタート。リスナーからの悩みをアドリブでお芝居し、解決策を見つける。
生徒指導
2019年6月分からスタート。リスナーの失敗を2人が叱り、最後に「おしりぺんぺん」と言う。
曲コーナー
Aqoursの楽曲の中から選んだ1曲をオンエアする。2018年6月4日付の放送では、新曲「ホップ・ステップ・ワーイ!」が、2019年8月5日付で「未体験HORIZON」が初解禁された。また、2019年3月7日分の放送では「Aqours的卒業ソング」と題した曲コーナーがメインの授業となった。
KOKORO Magic ひtoつ　
Aqoursの2人が生徒から届いたお題をもとに2人の気持ちは揃っているかを確かめる。

## 出演者
以下は、本番組における「講師」となる。
- Aqours
  - 逢田梨香子 - 桜内梨子役。あだ名は「りきゃこ先生」[19]。
  - 高槻かなこ - 国木田花丸役。あだ名は「ミスキン」「きんちゃん先生」[19][20]。
  - 小林愛香 - 津島善子役。2019年2月放送分にゲスト講師として参加した。あだ名は「愛香先生」[21]。
  - 降幡愛 - 黒澤ルビィ役。2019年10月放送分にゲスト講師として参加した。あだ名は「ふりりん先生」[22]。

## 放送内容
| 回       | 放送日         | サブタイトル                                      | オンエア楽曲                                                  | 授業内容                     | 出典          |
| -------- | -------------- | ------------------------------------------------- | ------------------------------------------------------------- | ---------------------------- | ------------- |
| 1        | 2018年4月2日   | はじめましてのご挨拶                              | 君のこころは輝いてるかい?                                     |                              | [ 3 ]         |
| 2        | 2018年4月3日   | スクールアイドルの講師って何するの？              | 青空Jumping Heart                                             |                              | [ 23 ]        |
| 3        | 2018年4月4日   | 自己紹介は自分でしない？                          | 未来の僕らは知ってるよ                                        |                              | [ 24 ]        |
| 4        | 2018年4月5日   | はじめての逆電！                                  | 想いよひとつになれ                                            | スクールアイドル逆電         | [ 9 ]         |
| 5        | 2018年5月7日   | 函館のクマと海鮮!?                                | コワレヤスキ                                                  |                              | [ 25 ]        |
| 6        | 2018年5月8日   | ジャカジャンスタイル！                            | MIRACLE WAVE                                                  | ジャカジャンスタイル         | [ 8 ]         |
| 7        | 2018年5月9日   | スクールアイドル逆電！                            | MIRAI TICKET                                                  | スクールアイドル逆電         | [ 26 ]        |
| 8        | 2018年5月10日  | ファッションリーダーはこの私！                    | 君のこころは輝いてるかい?                                     |                              | [ 27 ]        |
| 9        | 2018年6月4日   | 3rd Liveはドキドキサンシャイン！                  | ホップ・ステップ・ワーイ!                                     |                              | [ 15 ]        |
| 10       | 2018年6月5日   | スクールアイドル逆電でよさこい!?                  | HAPPY PARTY TRAIN                                             | スクールアイドル逆電         | [ 28 ]        |
| 11       | 2018年6月6日   | ジャカジャンパーティー！                          | MY舞☆TONIGHT                                                  | ジャカジャンスタイル         | [ 29 ]        |
| 12       | 2018年6月7日   | 心を1つに！曲も1つに！                            | 君のこころは輝いてるかい?                                     |                              | [ 30 ]        |
| 13       | 2018年7月2日   | サードライブでWAO!                                | Awaken the power                                              |                              | [ 31 ]        |
| 14       | 2018年7月3日   | Aqoursニュースヘッドライン！                      | ホップ・ステップ・ワーイ!                                     |                              | [ 32 ]        |
| 15       | 2018年7月4日   | 今日からはじめるラブライブ！サンシャイン!!        | Step! ZERO to ONE                                             |                              | [ 33 ]        |
| 16       | 2018年7月5日   | アクアリウム！                                    | 恋になりたいAQUARIUM                                          | スクールアイドル逆電         | [ 34 ]        |
| 17       | 2018年8月6日   | ジャカジャン！                                    | Thank you, FRIENDS!!                                          | ジャカジャンスタイル         | [ 35 ]        |
| 18       | 2018年8月7日   | Thank you, FRIENDS!! 逆電再び!?                   | No.10                                                         | Thank you, FRIENDS!!逆電     | [ 10 ]        |
| 19       | 2018年8月8日   | 世界中にThank you!                                | ハミングフレンド                                              |                              | [ 36 ]        |
| 20       | 2018年8月9日   | スクールアイドル逆電！略してS.I.D.!               | スリリング・ワンウェイ                                        | スクールアイドル逆電         | [ 37 ]        |
| 21       | 2018年9月3日   | ジャカジャン！                                    | WONDERFUL STORIES                                             | ジャカジャンスタイル         | [ 38 ]        |
| 22       | 2018年9月4日   | Aqours LOCKS!対抗戦！                             | Shadow gate to love                                           |                              | [ 39 ]        |
| 23       | 2018年9月5日   | ついに決着!? Aqours LOCKS!対抗戦！                | INNOCENT BIRD                                                 |                              | [ 40 ]        |
| 24       | 2018年9月6日   | ロボット逆電！                                    | 想いよひとつになれ                                            | スクールアイドル逆電         | [ 41 ]        |
| 25       | 2018年10月1日  | イントロクイズ！（前編）                          | 夢で夜空を照らしたい                                          | イントロクイズ               | [ 12 ]        |
| 26       | 2018年10月2日  | イントロクイズ！（後編）                          | 未熟DREAMER                                                   | イントロクイズ               | [ 42 ]        |
| 27       | 2018年10月3日  | スクールアイドル逆電!!                            | Pianoforte Monologue                                          | スクールアイドル逆電         | [ 43 ]        |
| 28       | 2018年10月4日  | アイツが遅れてやってきた!?                        | おやすみなさん!                                               |                              | [ 44 ]        |
| 29       | 2018年11月5日  | ジャカジャン！                                    | ハジマリロード                                                | ジャカジャンスタイル         | [ 45 ]        |
| 30       | 2018年11月6日  | くちイントロクイズ！                              | Marine Border Parasol                                         | くちイントロクイズ           | [ 11 ]        |
| 31       | 2018年11月7日  | スクールアイドル逆電！                            | 予測不可能Driving!                                            | スクールアイドル逆電         | [ 46 ]        |
| 32       | 2018年11月8日  | フラグを立てる？                                  | Thank you, FRIENDS!!                                          |                              | [ 47 ]        |
| 33       | 2018年12月3日  | Aqours 4th Love Live! 〜Sailing to the Sunshine〜 | Thank you, FRIENDS!!                                          |                              | [ 48 ]        |
| 34       | 2018年12月4日  | 生徒は見た！衝撃のSailing to the Sunshine!        | MY舞☆TONIGHT                                                  |                              | [ 49 ]        |
| 35       | 2018年12月5日  | 今年最後のスクールアイドル逆電！                  | 勇気はどこに?君の胸に!                                        | スクールアイドル逆電         | [ 50 ]        |
| 36       | 2018年12月6日  | 2018年 一挙振り返り放送！                         | 未来の僕らは知ってるよ                                        | ジャカジャンスタイル         | [ 51 ]        |
| 37       | 2019年1月7日   | イ、イタリア!?                                    | Hop? Stop? Nonstop!                                           |                              | [ 52 ]        |
| 38       | 2019年1月8日   | 書き初めインフィニティー！                        | MY舞☆TONIGHT                                                  |                              | [ 53 ]        |
| 39       | 2019年1月9日   | くちイントロクイズ再び！                          | WONDERFUL STORIES                                             | くちイントロクイズ           | [ 54 ]        |
| 40       | 2019年1月10日  | スクールアイドル逆電！                            | 勇気はどこに?君の胸に!                                        | スクールアイドル逆電         | [ 55 ]        |
| 41       | 2019年2月4日   | ジャカジャン！                                    | 僕らの走ってきた道は…                                         | ジャカジャンスタイル         | [ 56 ]        |
| 42       | 2019年2月5日   | あれの感想！                                      | Next SPARKLING!!                                              |                              | [ 57 ]        |
| 43       | 2019年2月6日   | くちイントロクイズ再び！                          | Hop? Stop? Nonstop!                                           | くちイントロクイズ           | [ 58 ]        |
| 44       | 2019年2月7日   | スクールアイドル逆電！                            | 恋になりたいAQUARIUM                                          | スクールアイドル逆電         | [ 59 ]        |
| 45       | 2019年3月4日   | Aqoursアジアツアーへ                              | Brightest Melody                                              |                              | [ 60 ]        |
| 46       | 2019年3月5日   | 正解はアジアツアー！                              | 青空Jumping Heart                                             |                              | [ 61 ]        |
| 47       | 2019年3月6日   | スクールアイドル逆電！                            | 僕らの走ってきた道は…                                         | スクールアイドル逆電         | [ 62 ]        |
| 48       | 2019年3月7日   | 卒業…ソング！                                     | Thank you, FRIENDS!! Next SPARKLING!! No.10 HAPPY PARTY TRAIN |                              | [ 17 ]        |
| 49       | 2019年4月1日   | 説明会！                                          | 決めたよHand in Hand                                          |                              | [ 63 ]        |
| 50       | 2019年4月2日   | 1・2・3・4!（イー・アル・サン・スー！）           | MIRAI TICKET                                                  |                              | [ 64 ]        |
| 51       | 2019年4月3日   | スクールアイドル逆電！                            | ハミングフレンド                                              | スクールアイドル逆電         | [ 65 ]        |
| 52       | 2019年4月4日   | 新授業!お悩みシミュレーション!                    | MY舞☆TONIGHT                                                  | お悩みシミュレーション       | [ 13 ]        |
| -        | 2019年5月6日   | 休講                                              | -                                                             | -                            | -             |
| 53       | 2019年5月7日   | ジャカジャン！                                    | 青空Jumping Heart                                             | ジャカジャンスタイル         | [ 66 ]        |
| 54       | 2019年5月8日   | お悩みシミュレーション！                          | ダイスキだったらダイジョウブ!                                 | お悩みシミュレーション       | [ 67 ]        |
| 55       | 2019年5月9日   | スクールアイドル逆電                              | 待ってて愛のうた                                              | スクールアイドル逆電         | [ 68 ]        |
| 56       | 2019年6月3日   | 5thLIVE直前！                                     | 僕らの走ってきた道は…                                         | ジャカジャンスタイル         | [ 69 ]        |
| 57       | 2019年6月4日   | お悩みシミュレーション！                          | 少女以上の恋がしたい                                          | お悩みシミュレーション       | [ 70 ]        |
| 58       | 2019年6月5日   | 生徒指導！                                        | スリリング・ワンウェイ                                        | 生徒指導                     | [ 14 ]        |
| 59       | 2019年6月6日   | スクールアイドル逆電                              | SKY JOURNEY                                                   | スクールアイドル逆電         | [ 71 ]        |
| 60       | 2019年7月1日   | 5thライブその後！                                 | Next SPARKLING!!                                              | ジャカジャンスタイル         | [ 72 ]        |
| 61       | 2019年7月2日   | 生徒指導！                                        | Jump up HIGH!!                                                | 生徒指導                     | [ 73 ]        |
| 62       | 2019年7月3日   | お悩みシミュレーション！                          | Brightest Melody                                              | お悩みシミュレーション       | [ 74 ]        |
| 63       | 2019年7月4日   | スクールアイドル逆電                              | スリリング・ワンウェイ                                        | スクールアイドル逆電         | [ 75 ]        |
| 64       | 2019年8月5日   | 夏！Summer!                                       | 未体験HORIZON                                                 |                              | [ 76 ] [ 16 ] |
| 65       | 2019年8月6日   | 生徒指導！                                        | 夏への扉 Never end ver.                                       | 生徒指導                     | [ 77 ]        |
| 66       | 2019年8月7日   | スクールアイドル逆電                              | Jump up HIGH!!                                                | スクールアイドル逆電         | [ 78 ]        |
| 67       | 2019年8月8日   | 逢田梨香子を大いに語る                            | Pianoforte Monologue                                          | 逢田梨香子の魅力を大いに語る | [ 79 ]        |
| 68       | 2019年9月2日   | 未体験HORIZON!                                    | 未体験HORIZON                                                 | ジャカジャンHORIZON          | [ 80 ]        |
| 69       | 2019年9月3日   | スクールアイドル逆電！                            | ユメ語るよりユメ歌おう                                        | スクールアイドル逆電         | [ 81 ]        |
| 70       | 2019年9月4日   | お悩みシミュレーション                            | Dance with Minotaurus                                         | お悩みシミュレーション       | [ 82 ]        |
| 71       | 2019年9月5日   | 逢田梨香子、高槻かなこを大いに語る                | おやすみなさん！                                              | 大いに語る                   | [ 20 ]        |
| 72       | 2019年10月7日  | 降幡の秋！                                        | 未体験HORIZON                                                 | ジャカジャンスタイル         | [ 22 ]        |
| 73       | 2019年10月8日  | 叱ルビィ！                                        | RED GEM WINK                                                  | 生徒指導                     | [ 83 ]        |
| 74       | 2019年10月9日  | 帰ってきた！口イントロクイズ                      | 未体験HORIZON                                                 | くちイントロクイズ           | [ 84 ]        |
| 75       | 2019年10月10日 | スクールアイドル逆電！                            | Next SPARKLING!!                                              | スクールアイドル逆電         | [ 85 ]        |
| 76       | 2019年11月4日  | ふりりんのいない11月！                            | KOKORO Magic “A to Z”                                         | ジャカジャンスタイル         | [ 86 ]        |
| 77       | 2019年11月5日  | KOKORO Magic ひtoつ                               | New Romantic Sailors                                          | KOKORO Magicひtoつ           | [ 18 ]        |
| 78       | 2019年11月6日  | 報告会!!「僕らの走ってきた道は…」                 | Braveheart Coaster                                            | 報告会                       | [ 87 ]        |
| 79       | 2019年11月7日  | スクールアイドル逆電                              | Wake up, Challenger!!                                         | スクールアイドル逆電         | [ 88 ]        |
| 80       | 2019年12月2日  | 2019年一挙振り返り！                              | 僕らの走ってきた道は...                                       | ジャカジャンスタイル         | [ 89 ]        |
| 81       | 2019年12月3日  | KOKORO Magic ひtoつ！                             | ジングルベルがとまらない                                      | KOKORO Magicひtoつ           | [ 90 ]        |
| 82       | 2019年12月4日  | KOKORO Magic 2019!                                | Amazing Travel DNA                                            |                              | [ 91 ]        |
| 83       | 2019年12月5日  | 今年最後のスクールアイドル逆電！                  | Wake up, Challenger!!                                         | スクールアイドル逆電         | [ 92 ]        |
| 84       | 2020年1月6日   | 書き初め！                                        | 届かない星だとしても                                          |                              | [ 93 ]        |
| 85       | 2020年1月7日   | 新春生徒指導                                      | ユメ語るよりユメ歌おう                                        | 生徒指導                     | [ 94 ]        |
| 86       | 2020年1月8日   | 占い師登場？                                      | Next SPARKLING!!                                              |                              | [ 95 ]        |
| 87       | 2020年1月9日   | スクールアイドル逆電                              | 未体験HORIZON                                                 | スクールアイドル逆電         | [ 96 ]        |
| 88       | 2020年2月3日   | ラブライブ！フェス振り返り！                      | 君のこころは輝いてるかい？                                    |                              | [ 97 ]        |
| 89       | 2020年2月4日   | 生徒から見たラブライブ！フェス！                  | 未体験HORIZON                                                 |                              | [ 98 ]        |
| 90       | 2020年2月5日   | バレンタイン生徒指導                              | "MY LIST" to you!                                             | 生徒指導                     | [ 99 ]        |
| 91       | 2020年2月6日   | スクールアイドル逆電！                            | 勇気はどこに？君の胸に！                                      | スクールアイドル逆電         | [ 100 ]       |
| 92       | 2020年3月2日   | ジャカジャン!!                                    | Thank you, FRIENDS!!                                          | ジャカジャンスタイル         | [ 101 ]       |
| 93       | 2020年3月3日   | あのスクールアイドルは今？                        | MIRACLE WAVE                                                  |                              | [ 102 ]       |
| 94       | 2020年3月4日   | スクールアイドル逆電                              | 君の瞳を巡る冒険                                              | スクールアイドル逆電         | [ 103 ]       |
| 95（終） | 2020年3月5日   | スクールアイドル                                  | 君のこころは輝いてるかい？                                    |                              | [ 2 ]         |

## 関連書籍・関連グッズ
- SCHOOL OF LOCK! DAYS4（TOKYO FM出版）[104]

SCHOOL OF LOCK!の公式書籍。逢田梨香子、高槻かなこへのインタビューが掲載されている。